# Samantha Sang
Cheryl Lau Sang (Melbourne, 5 de Agosto de 1951), mais conhecida pelo nome artístico de Samantha Sang ou Cheryl Gray, é uma cantora pop australiana.
Atingiu o auge do sucesso ao conhecer os integrantes do grupo Bee Gees, por volta da metade da década de 1970, quando Barry Gibb (o vocalista da banda) produziu para ela a canção "Emotion".

## Discografia
Fontes:  e 

### Álbuns
Estúdio
- 1975 — Samantha Sang and Rocked the World
- 1978 — Emotion
- 1979 — From Dance to Love

Coletâneas
- 2007 — The Ultimate Collection
- 2008 — Samantha Sang and the World Listened

### Singles
Como Cheryl Gray
- Dez 1966 — "Real Thing"/"Move On" (EMI) [AUS]
- Dez 1966 — "Brand New Woman"/"In a Woman's Eyes" (EMI) [AUS]
- Abr 1967 — "You Made Me What I Am"/"You Don't Love Me Anymore" (EMI) [AUS], AUS #8
- Ago 1967 — "When You're Not Near"/"You're the Boy" (EMI) [AUS]
- 1968 — "You Were There"/"Lonely People" (EMI) [AUS]
- 1968 — "It's Not Easy Loving You"/"I'm Gonna Try" (EMI) [AUS]

Como Samantha Sang
- 1969 — "The Love of a Woman"/"Don't Let It Happen Again" (Polydor)
- 1969 — "Nothing in the World Like Love"/"Mia Bamba" (Polydor)
- 1975? — "It Could Have Been" (Polydor)
- 1975? — "Raining Every Day Since Monday"/"Nothing in the World Like Love" (Polydor)
- 1975? — "Can't You Hear the Music of My Love Song?"/"You've Gone Away" (Polydor)
- Nov 1977 — "Emotion"/"When Love is Gone" (Private Stock), AUS #2, RUN #11, EUA #3
- 1978 — "You Keep Me Dancing"/"Change of Heart" (Private Stock)
- 1979 — "From Dance To Love"/"I'll Never Get Enough Of You" (United Artists)
- 1979 — "In the Midnight Hour"/"Now" (United Artists)
- 1981 — "Let's Start Again" (com Robert Delon)/"I Want You Back Again" (Sutro) [US]